# Ann Phelan

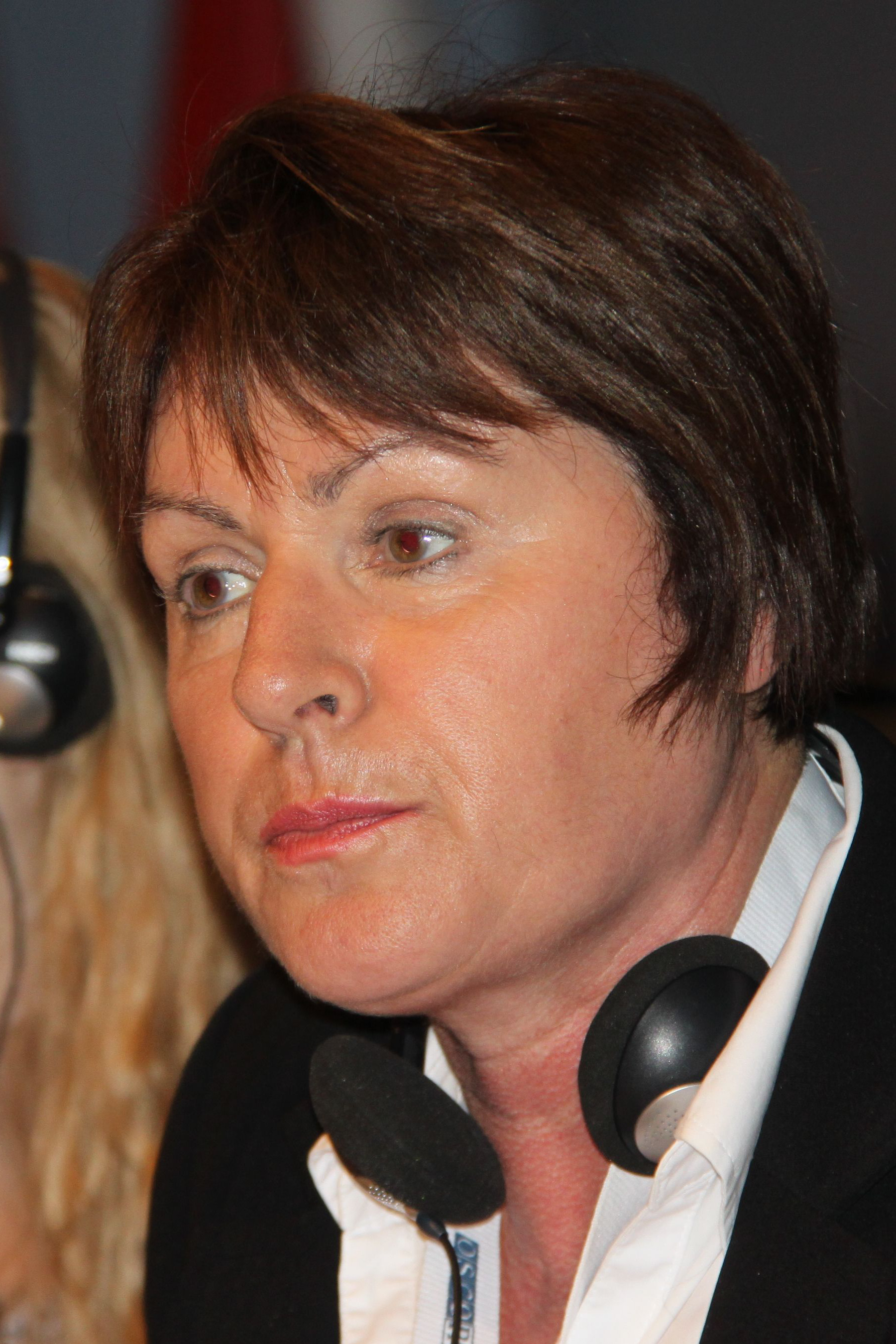
Ann Phelan (2013)

Ann Phelan (irisch Áine Ní Fhaoláin, * 16. September 1961 in Graiguenamanagh, County Kilkenny) ist eine irische Politikerin der Irish Labour Party. Sie war von 2011 bis 2016 Mitglied des Dáil Éireann. 
Ann Phelan arbeitete als tiermedizinische Fachangestellte. Sie wurde 2004 und 2009 in den Kilkenny County Council gewählt. Für die Irish Labour Party trat sie bei den Wahlen zum Dáil Éireann 2011 im Wahlkreis Carlow–Kilkenny an und wurde zur Teachta Dála gewählt. Am 15. Juli 2014 wurde sie in der Regierung Kenny I zur Staatsministerin für wirtschaftliche Entwicklung der ländlichen Regionen im Landwirtschaftsministerium und für ländlichen Verkehr im Verkehrsministerium ernannt. Bei den Wahlen 2016 konnte sie ihren Sitz nicht verteidigen und schied aus dem Oireachtas und aus der Regierung aus. 
Nach dem Ausstieg aus der Politik arbeitete sie für die lokale Wasserbehörde des Kilkenny City Council.

## Privates
Ann Phelan erlitt 2008 einen Schlaganfall. 2015 wurde sie zu einer Geldbuße in Höhe von 100 Euro verurteilt, weil sie ohne Versicherung ein Fahrzeug in Gebrauch genommen hatte. Sie ist mit Kieran verheiratet, mit dem sie drei Kinder hat. 